# Urgleptes celtis
Urgleptes celtis là một loài bọ cánh cứng trong họ Cerambycidae.